# Markazi
Markazi (Perzisch: استان مرکزی, Ostān-e Markazī) is een van de 31 provincies van Iran. Het bevindt zich in het westen van het land en de hoofdstad van deze provincie is Arak.
Andere steden zijn:
- Saveh
- Mahallat
- Khomein
- Delijan
- Tafresh
- Ashtian
- Shazand

Alborz · Ardebil · Oost-Azerbeidzjan · West-Azerbeidzjan · Bushehr · Chahar Mahaal en Bakhtiari · Fars · Gilan · Golestan · Hamadan · Hormozgan · Ilam · Isfahan · Kerman · Kermanshah · Noord-Khorasan · Razavi-Khorasan · Zuid-Khorasan · Khoezistan · Kohgiluyeh en Boyer Ahmad · Kordestan · Lorestan · Markazi · Mazandaran · Qazvin · Qom · Semnan · Sistan en Beloetsjistan · Teheran · Yazd · Zanjan